# پایتاکاران

موقعیت پایتاکاران و پانزده ایالت ارمنستان بزرگ

پایتاکاران (به زبان ارمنی Փայտակարան - به زبان لاتین Paytakaran)، یکی از پانزده ایالت باستانی ارمنستان بزرگ از ۱۸۹ پیش از میلاد تا ۳۸۷ میلادی بود. قسمتی از قلمرو پایتاکاران در شمال رود کر (قفقاز) و قسمتی از آن قلمرو بین آن رود و رود ارس بود.
پایتاکاران شمال منطقه تاریخی آتورپاتکان، جنوب شرق ایالت اوتیک، شرق پادشاهی آرتساخ بوده است.
پایتاکاران حدوداً در محدوده دشت مغان امروزی بود. اکثر محققان کاسپین را با پایتاکاران که سرزمینی ما بین دو رود کُر و ارس بود یکی می‌دانند.

## تاریخ
پایتاکاران در بین نویسندگان یونانی و رومی به نام کاسپیان شناخته شده است. پایتاکاران جزء قلمرو آلبانیای قفقاز شد و همچنین توسط خزرها مورد تاخت و تاز قرار گرفت. این منطقه جزء پادشاهی ماد و جزء قلمرو پادشاه ارمنستان آرتاشس اول بوده است.
پومپه توانست آن منطقه را تسخیر کند ولی دیری نپایید ارمنیان توانستند آن منطقه را باز پس بگیرند. آن منطقه تحت لوای «موشق مامیکونیان» از خاندان مامیکونیان قرار گرفت و بعد از تجزیه ارمنستان بزرگ بین امپراتوری روم و ساسانیان در سال ۳۸۷ میلادی آن منطقه تا ۴۲۸ میلادی جزء قلمرو سلسله اشکانی ارمنستان قرار داشت.
از سال ۴۲۸ میلادی شهر پایتاکاران به مرزبانی آتورپاتکان پیوست. در سال ۴۵۰–۴۵۱ میلادی، در جنگهای واردانانک (مقاومت ارمنیان در مقابل تغییر دین در سده پنجم میلادی)، شهر پایتاکارن به مقر استقرار نیروهای ایران مبدل شد. در دهه ۶۲۰ میلادی پایتاکاران به تصرف امپراتوری روم شرقی درآمد. در سده‌های ششم و هفتم میلادی به دلیل پایین رفتن سطح آب دریای خزر شهر پایتاکاران از ساحل فاصله گرفته و در نتیجه از شکوه و جلال آن کاسته می‌شود و به تدریج رو به نابودی می‌گذارد. در اواخر سده هفتم این شهر به تصرف اعراب درآمده و به خاک آتورپاتکان ضمیمه می‌شود.
در نیمه سده نهم میلادی شهر پایتاکاران به یکی از مراکز نبردها و جنبش بابک خرمدین در می‌آید. در اواخر سده نهم میلادی جزء قلمرو ساجیان‌ها، در دهه چهل سده دهم میلادی جزء قلمرو سالاریان‌ها و در اواخر سده دهم میلادی جزء روادیان‌ها بوده است.
در نیمه دوم سده یازدهم پایتاکاران به تصرف سلجوقیان در می‌آید. در اوایل سده سیزدهم پایتاکاران به تصرف مغول‌ها و در اواخر سده سیزدهم پایتاکاران تحت قیمومیت حکومت خان‌های اردوی زرین در می‌آید؛ و در اواخر سده چهاردهم تحت سیاست‌های جهانگشایی تیمور لنگ قرار می‌گیرد.
در اوخر سده هجدهم شهر پایتاکاران در قلمرو تالش‌ها و قره باغ کوهستانی قرار می‌گیرد که تالش‌ها در سال ۱۸۰۹ میلادی به روسیه تزاری می‌پیوندد. در سال ۱۸۱۳ میلادی به دنبال عهدنامه گلستان بخش شمالی شهر پایتاکاران به روسیه و بخش جنوبی به ایران، ملحق می‌شود. در سال ۱۸۲۶ میلادی نیز خان‌های تالش منحل و در نیمه دوم سده نوزدهم و اوایل سده بیستم ضمیمه ولایت باکو می‌شود.

## تقسیم‌بندی شهر
مساحت منطقه پایتاکاران ۲۱٬۰۰۰ کیلومتر مربع بوده و دارای ۱۲ استان بود.
- هِراکوت-پِروژ
- وارداناکِرت
- روت-ای-باغا
- هانی
- آتشی-باگاوان
- کاغان-روت
- کویکیان
- آروس
- وُرمیزد-پِروژ
- پیچان
- اسپانداران-پِروژ
- آلِوان